# Longyan
Longyan, tidigare känd som Lungyen, är en stad på prefekturnivå i provinsen Fujian i Kina. Den ligger vid floden Jiulongs övre lopp, omkring 280 kilometer väster om provinshuvudstaden Fuzhou.  Prefekturen gränsar till Jiangxi-provinsen i väster och Guangdong i söder.
I en äldre adnministrativ indelning har Longyan eller Longyan Shi betecknat en stad på häradsnivå. Den motsvaras geografiskt av det nuvarande centrala stadsdistriktet Xinluo i prefekturnivåstaden som behandlas här.

## Historia och kultur
Prefekturen är känd som "hakka-folkets hemort", eftersom 75 procent av dess invånare tillhör den subetniska gruppen hakka.
Orten grundades som Xinluo härad år 282, under Jindynastin, och bytte namn till Longyan år 742, under Tangdynastin. Häradet ombildades 1981 till en stad på häradsnivå och 1997 utvidgades stadens yta med ett antal härad och erhöll status som prefektur, varpå den gamla stadskärnan återfick centralortens gamla namn Xinluo. 
Flera av de härad som idag lyder under Longyan ingick i den Kinesiska sovjetrepubliken, vilket var ett strategisk bas för kommunisterna under det kinesiska inbördeskriget. Många invånare från prefekturen deltog också i den Långa marschen och befordrades senare i Folkets befrielsearmé, vilket gett orten ett rykte som "generalernas hemort".

## Administrativa enheter
Den egentliga stadskärnan utgörs av stadsdistriktet Xinluo. 70 procent av ytan som tillhör Longyan är landsbygd och är indelad i fyra härad och en stad på häradsnivå.
- Stadsdistriktet Xinluo (新罗区), säte för stadsfullmäktige
- Stadsdistriktet Yongding (永定区)
- Staden Zhangping (漳平市)
- Häradet Changting (长汀县)
- Häradet Liancheng (连城县)
- Häradet Shanghang (上杭县)
- Häradet Wuping (武平县)

## Klimat
Genomsnittlig årsnederbörd är 2 010 millimeter. Den regnigaste månaden är maj, med i genomsnitt 363 mm nederbörd, och den torraste är oktober, med 23 mm nederbörd.